# Чемпіонат світу з легкої атлетики в приміщенні 1997
Чемпіонат світу з легкої атлетики в приміщенні 1997 відбувся 7-9 березня в Парижі в Палаці спорту «Берсі».
Вперше в історії змагань були розіграні медалі зі стрибків з жердиною серед жінок.

## Призери

### Чоловіки
| Дисципліни            | Золото                                             | Золото      | Срібло                                                                                | Срібло  | Бронза                                                    | Бронза  |
| --------------------- | -------------------------------------------------- | ----------- | ------------------------------------------------------------------------------------- | ------- | --------------------------------------------------------- | ------- |
| 60 метрів             | Хараламбос Пападіас Греція                         | 6,50        | Майкл Грін Ямайка                                                                     | 6,51    | Девідсон Езінва Нігерія                                   | 6,52    |
| 200 метрів            | Кевін Літтл США                                    | 20,40 CR    | Іван Гарсія Куба                                                                      | 20,46   | Френсіс Обіквелу Нігерія                                  | 21,10   |
| 400 метрів            | Сандей Бада Нігерія                                | 45,51       | Джеймі Баулч Велика Британія                                                          | 45,62   | Карубе Сюндзі Японія                                      | 45,76   |
| 800 метрів            | Вілсон Кіпкетер Данія                              | 1.42,67 WIR | Маджуб Гайда Марокко                                                                  | 1.45,76 | Річ Кена США                                              | 1.46,16 |
| 1500 метрів           | Гішам ель Герруж Марокко                           | 3.35,31 CR  | Рюдігер Штенцель Німеччина                                                            | 3.37,24 | Вільям Тануї Кенія                                        | 3.37,48 |
| 3000 метрів           | Хайле Гебрселассіє Ефіопія                         | 7.34,71 CR  | Пол Біток Кенія                                                                       | 7.38,84 | Ісмаїл Сгір Ефіопія                                       | 7.40,01 |
| 60 метрів з бар'єрами | Аньєр Гарсія Куба                                  | 7,48        | Колін Джексон Велика Британія                                                         | 7,49    | Тоні Діс США                                              | 7,50    |
| 4×400 метрів          | СШАДжейсон Роузер Марк Еверетт Шон Мей Деон Майнор | 3.04,93     | ЯмайкаЛінвал Лейрд Майкл Мак-Дональд Дінсдейл Морган Грег Хотон Гарт Робінсон (забіг) | 3.08,11 | ФранціяП'єр-Марі Ілер Родріг Норден Лоїк Леруж Фред Манго | 3.09,68 |
| Стрибки у висоту      | Чарльз Остін США                                   | 2,35        | Ламброс Папакостас Греція                                                             | 2,32    | Драгутін Топіч Югославія                                  | 2,32    |
| Стрибки з жердиною    | Ігор Потапович Казахстан                           | 5,90        | Лоуренс Джонсон США                                                                   | 5,85    | Максим Тарасов Росія                                      | 5,80    |
| Стрибки в довжину     | Іван Педросо Куба                                  | 8,51 CR     | Кирило Сосунов Росія                                                                  | 8,41    | Джо Грін США                                              | 8,41    |
| Потрійний стрибок     | Йоель Гарсія Куба                                  | 17,30       | Альєсер Уррутія Куба                                                                  | 17,27   | Олександр Аселедченко Росія                               | 17,22   |
| Штовхання ядра        | Юрій Білоног Україна                               | 21,02       | Олександр Багач Україна                                                               | 20,94   | Джон Годіна США                                           | 20,87   |
| Семиборство           | Роберт Змелік Чехія                                | 6228        | Еркі Ноол Естонія                                                                     | 6213    | Йон Магнуссон Ісландія                                    | 6145    |

### Жінки
| Дисципліни            | Золото | Золото      | Срібло                                                                                    | Срібло  | Бронза                                                                        | Бронза  |
| --------------------- | --- | ----------- | ----------------------------------------------------------------------------------------- | ------- | ----------------------------------------------------------------------------- | ------- |
| 60 метрів             | Ґейл Діверс США | 7,06        | Чандра Старрап Багамські Острови                                                          | 7,15    | Фредерік Банг Франція                                                         | 7,17    |
| 200 метрів            | Екатеріні Коффа Греція | 22,76       | Джульєт Катберт Ямайка                                                                    | 22,77   | Світлана Гончаренко Росія                                                     | 22,85   |
| 400 метрів            | Джерл Майлз Кларк США | 50,96       | Сенді Річардс Ямайка                                                                      | 51,17   | Гелена Фухсова Чехія                                                          | 52,04   |
| 800 метрів            | Марія Мутола Мозамбік | 1.58,96     | Наталія Духнова Білорусь                                                                  | 1.59,31 | Джоетта Кларк США                                                             | 1.59,82 |
| 1500 метрів           | Катерина Подкопаєва Росія                                                                                                   | 4.05,19     | Патрісія Джате-Таяр Франція                                                               | 4.06,16 | Лідія Хоєцька Польща                                                          | 4.06,25 |
| 3000 метрів           | Габріела Сабо Румунія | 8.45,75     | Соня О'Саллівен Ірландія                                                                  | 8.46,19 | Фернанда Рібейру Португалія                                                   | 8.49,79 |
| 60 метрів з бар'єрами | Мішель Фріман Ямайка | 7,82 CR     | Джилліан Расселл Ямайка                                                                   | 7,84    | Черіл Дікі СШАПатрісія Жирар Франція                                          | 7,84    |
| 4×400 метрів          | РосіяТетяна Чебикіна Світлана Гончаренко Ольга Котлярова Тетяна Алексеєва Наталія Шарова (забіг) Катерина Бахвалова (забіг) | 3.26,84 WIR | СШАШанель Портер Наташа Кайзер-Браун Аніта Говард Джерл Майлз Кларк Карлетт Гудрі (забіг) | 3.27,66 | НімеччинаАня Рюкер Анке Феллер Гайке Майсснер Гріт Броєр Аня Кніппель (забіг) | 3.28,39 |
| Стрибки у висоту      | Стефка Костадинова Болгарія                                                                                                 | 2,02        | Інга Бабакова Україна                                                                     | 2,00    | Ганне Гогланн Норвегія                                                        | 2,00    |
| Стрибки з жердиною    | Стейсі Драгіла США | 4,40 WIR    | Емма Джордж Австралія                                                                     | 4,35    | Цай Вейянь КНР                                                                | 4,35    |
| Стрибки в довжину     | Фіона Мей Італія | 6,86        | Чіома Аджунва Нігерія                                                                     | 6,80    | Агата Карчмарек Польща                                                        | 6,71    |
| Потрійний стрибок     | Інна Ласовська Росія | 15,01       | Ашія Гансен Велика Британія                                                               | 14,70   | Шарка Кашпаркова Чехія                                                        | 14,66   |
| Штовхання ядра        | Віта Павлиш Україна | 20,00       | Астрід Кумбернусс Німеччина                                                               | 19,92   | Ірина Коржаненко Росія                                                        | 19,49   |
| П'ятиборство          | Сабіне Браун Німеччина | 4780        | Мона Штайгауф Німеччина                                                                   | 4681    | Кім Картер США                                                                | 4627    |

## Медальний залік
| Місце               | Країна              | Золото | Срібло | Бронза | Загалом |
| ------------------- | ------------------- | ------ | ------ | ------ | ------- |
| 1                   | США                 | 6      | 2      | 7      | 15      |
| 2                   | Куба                | 3      | 2      | 0      | 5       |
| 3                   | Росія               | 3      | 1      | 4      | 8       |
| 4                   | Україна             | 2      | 2      | 0      | 4       |
| 5                   | Греція              | 2      | 1      | 0      | 3       |
| 6                   | Ямайка              | 1      | 5      | 0      | 6       |
| 7                   | Німеччина           | 1      | 3      | 1      | 5       |
| 8                   | Нігерія             | 1      | 1      | 2      | 4       |
| 9                   | Марокко             | 1      | 1      | 1      | 3       |
| 10                  | Чехія               | 1      | 0      | 2      | 3       |
| 11                  | Італія              | 1      | 0      | 0      | 1       |
| 11                  | Болгарія            | 1      | 0      | 0      | 1       |
| 11                  | Данія               | 1      | 0      | 0      | 1       |
| 11                  | Ефіопія             | 1      | 0      | 0      | 1       |
| 11                  | Казахстан           | 1      | 0      | 0      | 1       |
| 11                  | Мозамбік            | 1      | 0      | 0      | 1       |
| 11                  | Румунія             | 1      | 0      | 0      | 1       |
| 18                  | Велика Британія     | 0      | 3      | 0      | 3       |
| 19                  | Франція             | 0      | 1      | 3      | 4       |
| 20                  | Кенія               | 0      | 1      | 1      | 2       |
| 21                  | Ірландія            | 0      | 1      | 0      | 1       |
| 21                  | Австралія           | 0      | 1      | 0      | 1       |
| 21                  | Багамські Острови   | 0      | 1      | 0      | 1       |
| 21                  | Білорусь            | 0      | 1      | 0      | 1       |
| 21                  | Естонія             | 0      | 1      | 0      | 1       |
| 26                  | Польща              | 0      | 0      | 2      | 2       |
| 27                  | Югославія           | 0      | 0      | 1      | 1       |
| 27                  | Ісландія            | 0      | 0      | 1      | 1       |
| 27                  | КНР                 | 0      | 0      | 1      | 1       |
| 27                  | Норвегія            | 0      | 0      | 1      | 1       |
| 27                  | Португалія          | 0      | 0      | 1      | 1       |
| 27                  | Японія              | 0      | 0      | 1      | 1       |
| Загалом (32 збірні) | Загалом (32 збірні) | 28     | 28     | 29     | 85      |